# Скотланд Ярд
Скотланд Ярд е седалището на лондонската полиция и нарицателно име за столичната британска полиция. Името идва от улицата, на която се е намирала първоначалната сграда на полицията.
Сградата е разположена в Уестминстър. В нея работят 27 000 души, които отговарят за територия от 787 квадратни километра и население над 6 милиона души.
Персоналът изпълнява много функции – следи за транспорта, паркингите, издава шофьорски книжки, регистрира чужденци, води разследвания (но не се намесва в съдебните дела).